# Otto Probst
Otto Probst (29 de dezembro de 1911 - 22 de dezembro de 1978) foi um ativista político austríaco. Ele sobreviveu à guerra, apesar de ter passado a maior parte do tempo no campo de concentração de Buchenwald, seguido por dois anos num batalhão de punição enviado para apoiar o esforço de guerra na frente oriental. Depois de 1945, ele tornou-se um político social-democrata tradicional, servindo entre 1970 e a sua morte em 1978 como presidente do Conselho Nacional ("Nationalratspräsident").